# Еріх Фельгібель
Фріц Еріх Фельгібель (нім. Fritz Erich Fellgiebel; 4 жовтня 1886, Пепельвіц — 4 вересня 1944, Берлін) — німецький офіцер, генерал військ зв'язку. Учасник Липневої змови.

## Біографія
19 вересня 1905 року вступив фанен-юнкером у 2-й телеграфний батальйон. За особливі заслуги отримав звання лейтенанта. Учасник Першої світової війни. Після демобілізації залишений в рейхсвері. З 1 лютого 1933 року — оберст-лейтенант. З 1 жовтня 1934 інспектор військ зв'язку вермахту.
При проведенні мобілізації 26 серпня 1938 призначений начальником служби зв'язку вермахту, що знаходилася в підпорядкуванні Штабу оперативного керівництва ОКВ. Під його контролем були питання зв'язку, а також розвідки з допомогою засобів зв'язку. Фельгібель забезпечував безперебійний зв'язок між усіма державними, партійними і вищими військовими органами, керував розвитком засобів зв'язку тощо. В руках Фельгібеля також перебувала організація радіозв'язку між Гітлером і Верховним Головнокомандуванням, включаючи розподіл шифрів і кодів.
Фельгібель відкрито висловлювався проти політики нацизму, чим викликав недовіру самого Гітлера, але його професіоналізм зробив його незамінним. Засуджуючи політику нацистів, Фельгібель приєднався до німецького Опору під керівництвом Клауса фон Штауффенберга. У разі успіху військового перевороту кандидатура Фельгібеля розглядалася змовниками на пост міністра пошти. Бувши свого роду «інсайдером» в «Вовчому лігві», Фельгібель був вкрай необхідний для забезпечення успіху операції «Валькірія»
20 липня після вибуху Фельгібель мав перерізати зв'язок між штабом Гітлера і Берліном, що дозволило б його колегам по опору взяти в свої руки управління урядом.
Побачивши Гітлера живим, Фельгібель відмовився від обумовленого дзвінка в Берлін. Адже він повинен був повідомити, чи відбувся замах чи ні. Але така ситуація, що після вчиненого замаху Гітлер вціліє, передбачена не була. Нерішучість Фельгібеля підкріпив Штіф, який ухвалив рішення, що з огляду на це державний переворот починати не слід і тепер треба лише дбати про безпеку — своєї власної та інших змовників.
Після провалу операції «Валькірія» Фельгібель був заарештований за звинуваченням у державній зраді. 10 серпня 1944 року Народною судовою палатою був засуджений до смертної кари через повішення. 4 вересня повішений в берлінській в'язниці Плетцензее.

## Нагороди
- Залізний хрест 2-го і 1-го класу
- Орден «За заслуги» (Баварія) 4-го класу з мечами
- Хрест «За військові заслуги» (Австро-Угорщина) 3-го класу з військовою відзнакою
- Військова медаль (Османська імперія)
- Орден «За військові заслуги» (Болгарія) 4-го ступеня
- Почесний хрест ветерана війни з мечами
- Медаль «За вислугу років у Вермахті» 4-го, 3-го, 2-го і 1-го класу (25 років)
- Застібка до Залізного хреста 2-го і 1-го класу
- Орден Хреста Свободи 1-го класу з мечами і дубовим листям (Фінляндія) (25 березня 1942)